# Vondie Curtis-Hall
Vondie Curtis-Hall, född 30 september 1956 i Detroit, Michigan, är en amerikansk skådespelare och regissör. Curtis-Hall är kanske mest känd för sin roll som Dr. Dennis Hancock i dramaserien Chicago Hope (1995–1999).
Han är sedan 1995 gift med skådespelaren och filmskaparen Kasi Lemmons.